# Лунін Микола Олександрович (підводник)
Микола Олександрович Лунін (21 серпня 1907, Одеса, Україна — 17 листопада 1970, Ленінград, РФ) — радянський офіцер ВМФ, Герой Радянського Союзу (1942), в роки німецько-радянської війни командир підводного човна Щ-421 2-го дивізіону окремої бригади підводних човнів Північного флоту, капітан III рангу. Відомий непідтвердженою атакою лінкора «Тірпіц», багаторазово завищеними у звітах потопленими кораблями суперника та артилерійською атакою неозброєних норвезьких рибальських човнів.

## Біографія
Народився 21 серпня 1907 року в місті Одесі (Україна) в сім'ї службовця. Росіянин. Член ВКП (б)/КПРС з 1928 року. Закінчив середню школу і 1922 вступив до Ростовського морехідного училища імені Сєдова. По завершенні навчання спрямований на навчальне вітрильне судно «Вега», і незабаром стає його капітаном.

### Довоєнна служба
У 1935 році М. О. Лунін, що мав семирічний досвід командування навчальним вітрильником, направляється до лав Військово-Морського флоту. 1937 він закінчує командирські класи навчального загону підводного плавання. З квітня 1937 по березень 1938 року — помічник командира ПЧ Щ-402 Червонопрапорного Балтійського флоту, а потім по жовтень 1938 року — командир ПЧ Щ-404 Північного флоту.
У жовтні 1938 року М. О. Лунін заарештований органами НКВД СРСР і в листопаді того ж року звільнений з кадрів ВМФ. 27 листопада 1939 року реабілітований, а 9 грудня 1939 відновлений у кадрах ВМФ з одночасним присвоєнням військового звання капітан-лейтенант. До квітня 1940 року перебував у розпорядженні командувача Північним флотом.
У квітні 1940 року М. О. Лунін приймає під своє командування новий підводний човен Щ-421 з молодим екіпажем (багато хто з матросів служили на першому році). До кінця 1940 року цей човен, незважаючи на «юний» вік, проходить повний курс бойової підготовки, а за кілька місяців до початку німецько-радянської війни відзначається на навчаннях Північного флоту, які проводилися в рамках союзних відносин СРСР із гітлерівською Німеччиною.

### Радянсько-німецька війна
22 червня 1941 М. О. Лунін виводить «щуку» на морські комунікації недавнього союзника. Вже в перші місяці війни капітан-лейтенант М. О. Лунін проявив себе зрілим тактиком, неабияким командиром-підводником.
Тільки за один бойовий похід у листопаді 1941 року підводний човен Щ-421 (бригада підводних човнів Північного флоту), якою командував М. О. Лунін, потопила три транспорти противника.
До лютого 1942 року підводний човен Щ-421 під командуванням капітана 3-го рангу М. О. Луніна, активно діючи на ворожих комунікаціях, потопив 7 транспортів противника загальною водотоннажністю 49 тисяч тонн. По закінченню війни виявилось, що був потоплений лише один транспорт «Консул Шульте» водотоннажністю 2975 тонн.
Указом Президії Верховної Ради СРСР від 3 квітня 1942 року за успішне командування підводним човном і героїзм, проявлений у боях з німецько-фашистськими загарбниками, Миколі Олександровичу Луніну присвоєно звання Героя Радянського Союзу, з врученням ордена Леніна і медалі «Золота Зірка» (№ 656). Підводний човен Щ-421 нагороджений орденом Червоного Прапора.
З 4 березня 1942 року М. О. Лунін командує крейсерським підводним човном К-21 Північного флоту. Екіпаж підводного човна провів 5 мінних постановок біля берегів противника, висадку диверсійної групи в тил ворога, виходив у Карське море на пошук німецького рейдера «Адмірал Шеєр». У квітні 1942 року екіпаж К-21 виявив і надав допомогу підводному човну Щ-402, який терпів лихо.
5 липня 1942 року К-21 під командуванням капітана 2-го рангу М. О. Луніна, прикриваючи конвої союзників, атакувала ворожий лінкор «Тірпіц», який йшов в охороні 12 бойових кораблів. Уміло маневруючи човном, М. О. Лунін пропустив над собою ворожі міноносці. Потім підводний човен ліг на бойовий курс і з дистанції 17 — 18 кабельтових справила чотириторпедний залп з кормових апаратів. Через 2 хвилини після залпу акустик доповів командиру про два вибухи. Після спливання М. О. Лунін доніс командуванню Північного флоту про зустріч з німецькою ескадрою і атаку «Тірпіца». Німецькі документи спростовують факт пошкодження «Тірпіца». Жодних підтверджень навіть спроби атаки «Тірпіца» немає.
В квітні 1943 року підводний човен Луніна атакував 4 норвезьких рибальських мотобота. Крім артилерійського вогню з човна по рибальських ботах вівся вогонь з автоматичної та стрілкової зброї. Були захоплені в полон 7 рибалок, 3 з яких загинули в полоні. Під час розстрілу мотоботів був змитий за борт червонофлотець Лабутін. Лунін не прийняв спроб його спасіння. Лабутін повернувся в СРСР в 1944 році.
Всього за роки війни Луніну зараховано потоплення 17 кораблів і суден, з яких після війни підтверджені 4: 2 транспорти, мисливець на підводні човни і неозброєний норвезький рибальський мотобот.
З кінця 1943 року капітан 1-го рангу М. О. Лунін командує дивізіоном підводних човнів Північного флоту, а в березні 1944 року стає слухачем Військово-морської академії, яку успішно закінчує в 1946 році в званні контрадмірала.

### Повоєнні роки
У 1946—1950 роках був начальником штабу навчальної бригади підводних човнів, командиром навчального дивізіону підводних човнів 2-ї бригади підводних човнів 8-го ВМФ. Потім проходив службу в держприйомки:
- у 1950—1951 роках — уповноваженим з підводних кораблів групи Постійної комісії Держприйомки в Ленінграді;
- в 1951—1956 роках — уповноваженим Балтійської групи Управління держприйомки кораблів ВМФ.

З травня 1956 по січень 1957 року М. О. Лунін — командир окремої бригади підводних човнів Північного флоту, потім в 1958—1961 роках обіймав посади заступника начальника 1-го науково-дослідного інституту ВМФ, начальника 9-го управління цього інституту. З квітня 1962 контрадмірал М. О. Лунін — в запасі.
Жив у місті-герої Ленінграді (нині Санкт-Петербург), де і помер 17 листопада 1970 року. Похований на Богословському кладовищі в Санкт-Петербурзі.

## Нагороди, пам'ять
Нагороджений двома орденами Леніна, трьома орденами Червоного Прапора, орденами Ушакова 2-го ступеня (№ 240), Вітчизняної війни 1-го ступеня, Червоної Зірки, медалями, орденом Британської імперії 4-го ступеня, іменною зброєю.

Анотаційна дошка на проспекті Луніна в Маріуполі

Микола Лунін увічнений у монументі Слави, спорудженому в одному з військових містечок Червонопрапорного Північного флоту. На згадку про нього встановлені меморіальні дошки на будівлі Ростовського морехідного училища імені Сєдова і на одній з будівель в місті Полярний Мурманської області, на будинку де він жив в 1944—1945 роках в Самарі. Ім'ям Героя названі вулиці в місті Полярному та місті-герої Одесі, проспект в Маріуполі, школа № 48 міста-героя Мурманська.
31 липня 1983 року у місті Сєвероморську (ЗАТЕ Сєвєроморськ Мурманської області) на площі Мужності відкрито пам'ятник-меморіал «Підводний човен К-21», присвячений героїчному екіпажу Червонопрапорного підводного човна, що потопив в роки радянсько-німецької війни 17 кораблів противника, і її легендарному командиру М. О. Луніну.